# Mezquita de Fakr ad-Din
La mezquita de Fakr ad-Din ( en árabe مسجد فخر الدين زنكي) es la más antigua de todas las existentes en Mogadiscio, Somalia. Se encuentra en Hamar Weyne (literalmente "Gran Ciudad"), la parte más antigua de la ciudad.

## Descripción
La mezquita fue construida en 1269 por el primer sultán de Mogadiscio. Los materiales elegidos para su construcción fueron piedra, coral y mármol indio. La mezquita se distribuye en un compacto plano rectangular, con el mihrab cupulado. Se usaron tejas vidriadas en la decoración del mihrab, una de los cuales tiene una inscripción datada.
- Datos: Q186169
- Multimedia: Fakr ad-Din Mosque / Q186169